# Мовчани (заказник)
Мовчани — ландшафтний заказник місцевого значення, розташований на території Мовчанівської сільської ради Жмеринського району Вінницької області Оголошений відповідно до Рішення 9 сесії Вінницької обласної ради 22 скликання від 28.03.97 р.
За геоботанічним районуванням територія Жмеринського району належить до  Східно-Європейської провінції, Подільсько-Бесарабської підпровінції, Центрально-Подільського округу дубово-грабових і дубових лісів.
Природна рослинність зустрічається переважно на лісових галявинах, пасовищах, сінокосах, уздовж польових доріг.
Гідрографічна сітка представлена р. Мурашка і безіменними струмками. На р. Мурашка створений ставок, який орендує Українське Товариство Мисливців та Рибалок у Жмеринському районі.
По  обидва  береги  р. Мурашка  розташовані луки, які заболочені, схили з балками та яругами, на яких зростає  бобово-злакова рослинність, що представлена такими видами: еспарцет, феруло татарське (перекотиполе), черсак, плакун верболистий, синяк, волошка скабіозовидна, парило звичайне, зіновать подільська, паслін солодко-гіркий, миколайчики сині, нечуйвітер розложистий, чистець, нечуйвітер волохатий, петрів батіг, оман британський, грабельки, сокирки польові, льонок звичайний, кучерявий горошок.
На лівому березі ставку, на площі 2,0 га посаджено Фруктові та листяні дерева, які виконують  функцію захисту схилів і берегів від ерозії.